# هادی المصری
هادی المصری (عربی: هادي المصري؛ زادهٔ ۷ ژوئن ۱۹۸۶) بازیکن فوتبال اهل سوریه است.
از باشگاه‌هایی که در آن بازی کرده‌است می‌توان به باشگاه ورزشی البحرین اشاره کرد.
وی همچنین در تیم ملی فوتبال سوریه بازی کرده‌است.